# Леонов, Сергей Трофимович
Сергей Трофимович Леонов (род. 29 июля 1963, Новая Брянь, Бурятская АССР) — Заслуженный мастер спорта России международного класса по гиревому спорту, трёхкратный чемпион мира, шестикратный победитель Кубка мира, двукратный абсолютный победитель Кубка мира, чемпион СССР и восьмикратный призёр, девятикратный чемпион России, трёхкратный победитель кубка СССР, четырёхкратный победитель кубка России, шестнадцатикратный чемпион Вооруженных сил СССР и России, установил около 30 рекордов России, СССР и мира. Председатель РОО «Федерация гиревого спорта РФ». Судья Всероссийской категории по гиревому спорту. Депутат Народного Хурала Республики Бурятия.

## Биография
Родился 29 июля 1963 года в селе Новая Брянь Заиграевского района Бурятской АССР.
В 1970—1980 годах во время обучения в Новобрянской средней школе занимался спортом (вольная борьба, самбо, хоккей с шайбой, гиревой спорт, пулевая стрельба). Приобщил Сергея к «гирям» тренер-общественник Новобрянского завода Зайцев Дмитрий Тимофеевич.
В 1981 году поступил в Бурятский Государственный педагогический институт им. Доржи Банзарова на факультет физического воспитания, который окончил в 1985 году.
В 1981 году выполнил норматив Мастера спорта (гиревой спорт).
В 1985 году сразу после окончания института 3 года работал учителем физической культуры в Новобрянской средней школе, затем в школе-интернате.
В 1986 году выполнил норматив мастера спорта СССР, после чего попал в состав сборной страны.
С 1988 по 2009 год проходил действительную военную службу в Забайкальском и Сибирском военных округах в спортивном клубе Армии в должности спортсмена-инструктора, выступал в личных и командных соревнованиях за Забайкальский военный округ, занимался проверкой физического состояния военнослужащих. Параллельно в 1990—1993 годах был инструктором по лечебной физкультуре в Новобрянской больнице. С 2002 года работает в Онохойской детской юношеской спортивной школе тренером-преподавателем по гиревому спорту.
В 1989 году на чемпионате Вооружённых сил СССР в Серпухове установил рекорд сделав 251 подъём гири в упражнении толчок без учёта времени, проведя 54 минуты на помосте, на тот момент рекорд составлял 227 раз. Пока никто не смог приблизиться к этой цифре.
В 1992 году выполнил норматив мастера спорта международного класса.
В июле 2023 года получил госпремию «за успешную подготовку победителя и бронзового призёра Чемпионата Азии по гиревому спорту».
В настоящее время является региональным координатором федерального проекта Партии «Единая Россия» — «Детский спорт», руководителем регионального проекта «Рекорд Победы», а также председателем регионального отделения Общероссийской общественной организации «Всероссийская федерация гиревого спорта» в Республике Бурятия.
Является Судьёй Всероссийской категории по гиревому спорту.
Депутат Народного Хурала Республики Бурятия V и VI созывов от партии Единая Россия. Член Комитета Народного Хурала Республики Бурятия по государственному устройству, местному самоуправлению, законности и вопросам государственной службы. Вице-президент федерации гиревого спорта РБ.
За время своей спортивной деятельности стал многократным Чемпионом России, СССР и мира по гиревому спорту. Установил около 30 рекордов России, СССР и мира. В качестве тренера воспитал 18 мастеров спорта, около 80 кандидатов в мастера спорта и около 800 спортсменов разрядников. В числе учеников победители и призёры международных и Всероссийских соревнований.
В Улан-Удэ проводится Всероссийский турнир по гиревому спорту на призы заслуженного мастера спорта Сергея Леонова.

## Награды и достижения
- Заслуженный мастер спорта России (2004)[1]
- Заслуженный тренер Республики Бурятия (2012)[5][11]
- Заслуженный работник физической культуры и спорта Республики Бурятия (1991)[5][11]
- награждён почётным знаком «За заслуги в развитии физической культуры и спорта» (2005)[5][11]
- Почётный гражданин Заиграевского района[2]
- награждён медалями за отличие в воинской службе 1,2,3 степени, за ратную доблесть, за воинскую доблесть, за веру и службу России, 9-ю юбилейными медалям[2][3]
- имеет награды районных спортивных соревнований и праздников[8]
- шестикратный победитель Кубка мира[7][8]
- двукратный абсолютный победитель Кубка мира[7][8]
- шестнадцатикратный чемпион Вооруженных сил СССР и России[7][8]
- трёхкратный победитель кубка СССР[7][8]
- четырёхкратный победитель кубка России[7][8]
- девятикратный чемпион России[7][8]
- десятикратный абсолютный чемпион республиканских летних сельских игр[7][8]
- 9 раз выигрывал на чемпионате мира[8]